# 6-Headed Shark Attack
6-Headed Shark Attack ist ein US-amerikanischer Tierhorrorfilm aus dem Jahr 2018 von Regisseur Mark Atkins. Er ist nach 2-Headed Shark Attack (2012), 3-Headed Shark Attack (2015) und 5-Headed Shark Attack (2017) der vierte Teil einer Asylum-Filmreihe über mehrköpfige Haie.

## Handlung
Eheberater William hat zusammen mit seiner Frau eine Art Erlebniscamp für Paare gegründet, das auf Abenteuer und Eheberatung setzt, um dysfunktionale Beziehungen zu heilen. Doch seine Frau hat sich von ihm getrennt. So bleibt für die verbliebenen Paare nur noch das Abenteuercamp. Dieses befindet sich auf Corazon Island, einer kleinen Pazifikinsel in der Nähe einer ehemaligen Haiforschungsstation.
Die Gruppe wird von einem sechsköpfigen Hai angegriffen, der ein Pärchen nach dem anderen tötet. Die Gruppe versucht sich gegen den Hai zu wehren, der jedoch über enorme Kräfte und eine schier unüberwindbare Regenerationsfähigkeit verfügt. Zudem kann er sich an Land bewegen, indem er vier seiner Köpfe als Beine einsetzt. Am Ende bleiben nur William und Mary übrig, die den Hai schließlich bezwingen können, indem sie ihn mit Gasflaschen in die Luft sprengen.

## Hintergrund
Die Fernsehpremiere erfolgte am 18. August 2018 auf dem Fernsehsender Syfy. Auf DVD und Video on Demand erschien der Film am 31. Oktober 2018. Am 20. Dezember 2019 lief der Film in der Tele-5-Filmreihe Die schlechtesten Filme aller Zeiten.